# Les Ruses de l'amour

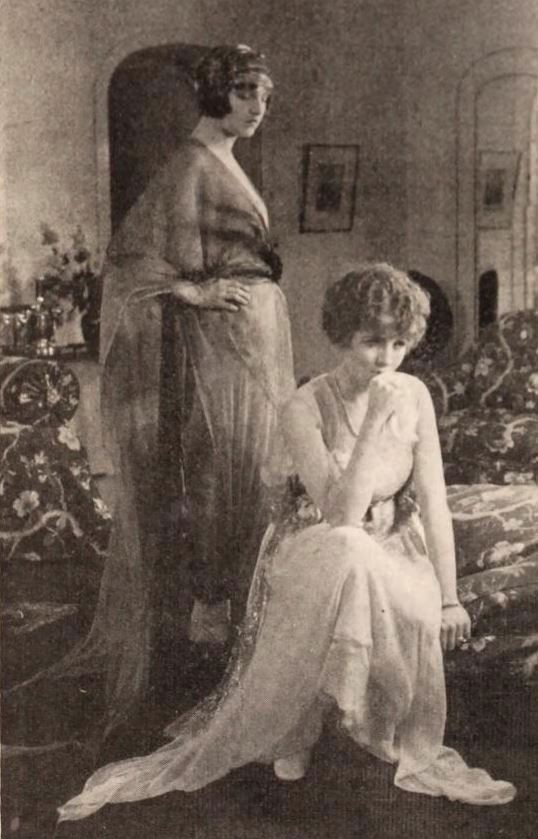
Mona Lisa et Claire Windsor, photo parue dans le magazine Exhibitors Herald.

Les Ruses de l'amour (What's Worth While?) est un film américain réalisé par Lois Weber, sorti en 1921. C'est un des deux derniers films réalisés par Lois Weber pour la Paramount.

## Synopsis
L'aristocrate sudiste Phoebe Morrison tombe amoureuse du jeune associé de son père, après avoir vu une photo de lui. Lorsqu'elle le rencontre, elle trouve ses manières rudes, mais il accepte de passer deux ans à l'étranger dans une société raffinée. Elle est ravie du résultat, et ils se marient ; mais après son retour au ranch, elle se lasse de ses manières de gentleman.

## Fiche technique
- Titre : Les Ruses de l'amour
- Titre original : What's Worth While?
- Réalisation : Lois Weber
- Scénario : Lois Weber
- Production : Lois Weber Production, Famous Players-Lasky Corporation
- Photographie : William C. Foster
- Genre : mélodrame[2]
- Distributeur : Paramount Pictures
- Durée : 60 minutes (6 bobines)[3]
- Pays de production :  États-Unis
- Date de sortie : 
  - États-Unis : 27 février 1921

## Distribution
- Claire Windsor : Phoebe Jay Morrison
- Arthur Stuart Hull : Mr. Morrison
- Mona Lisa : Sophia
- Louis Calhern : 'Squire' Elton
- Edwin Stevens : Rowan